# 南浦站 (广州)
南浦站是广州地铁2号线的一個車站，位於中国广东省廣州市番禺區南浦島南桂路新浦路口的地底，于2010年9月25日启用。

## 车站结构

### 車站樓層
南浦站共设有兩層。地面為南桂路、新浦路及附近建筑，地下一層為站廳；地下二層為2號線月台層。
| 地下一层 | 站厅     | 售票機、客服中心、母婴室、商店、警务室、安检设施 |          |          |
| 地下二层 | 侧式站台 | 侧式站台                                         | 侧式站台 | 侧式站台 |
|          | 2 站台   | █2号线 广州南站方向（下站：會江）                |          |          |
|          |          | █2号线 備用站台                                  |          |          |
|          | 岛式站台 |                                                  |          |          |
|          | 1 站台   | █2号线 嘉禾望岗方向（下站：洛溪）                |          |          |

### 站厅
为方便乘客进出，南浦站站厅的付费区设于站厅西侧，站厅付费区内分别设有三條扶手电梯、一台专用电梯以及一组楼梯连接两个站台。
南浦站現時设有便利店、鸭脖店等，站內亦設有自助售卡/充值机等设施。

### 月台
南浦站設有一個島式月台和一個側式月台，位於南桂路地底。
另外，本站設有一條貫穿車站的存車線。當2號線的南段出現故障時，往廣州南站方向的列車將會在本站折返，以本站為臨時總站。現時該存車線有時會停放有一列備用車，並於高峰期向北開出疏導客流。本站島式月台在存車線一側的備用月台上設有屏蔽門，在列車車門對應的位置上均裝有常規的滑動門。因此列車在存車線上可在備用月台上進行乘降。

### 出入口
南浦站共设有4个出入口；其中D口于2018年7月1日投入使用。
|                                                     |                                                           |      |          |                                      |
| 編號                                                | 设施                                                      | 照片 | 出口指示 | 建議前往的目的地                     |
| A                                                   | 盲道标志 · 扶手电梯标志                                   |      | 新浦路   | 新浦南路、地铁南浦站公交车站（北行） |
| B                                                   | 扶手电梯标志                                              |      | 新浦路   | 地铁南浦站公交车站（南行）           |
| C                                                   | 盲道标志 · 轮椅升降台标志 · 无障碍通道标志 · 扶手电梯标志 |      | 南桂路   | 地铁南浦站公交总站                   |
| D                                                   | 扶手电梯标志                                              |      | 南桂路   | 浦华路、凹凸凹创业园                 |
| 註： 設有 \| 設有 \| 設有輪椅升降台 \| 設有扶手電梯 |                                                           |      |          |                                      |

## 接駁交通
| 公交 \| 编号 \| 编号 \| 线路 \| 线路 \| 线路 \| 收费 \| 备注 \| \| ---------- \| ----------------- \| ------------------ \| ---------- \| ---------------------- \| ----- \| ---------- \| \| \| 211 \| 南浦島（锦绣半岛） \| ⇆ \| 广州火车站（草暖公园） \| 3元 \| \| \| \| 311 \| 南浦島（锦绣半岛） \| ⇆ \| 天河公交场 \| 3元 \| \| \| \| 769 \| 坑口地铁站 \| ⇆ \| 地铁南浦站 \| 2–3元 \| \| \| \| 番53 \| 广州碧桂园 \| ⇆ \| 化龙车站 \| 2–3元 \| 20–30分/班 \| \| \| 番186 \| 地铁南浦站 \| 全程 ⇆ \| 华工国际校区公交总站 \| 2元 \| \| \| 南村汽车站 \| 番186 \| 短线 ⇆ \| 地铁洛溪站 \| \| 2元 \| \| \| \| 公交地铁接驳专线5 \| 海龙湾 \| ⇆ \| 番禺区第二人民医院 \| 2元 \| 20–30分/班 \| |                   |                    |            |                        |       |            |
| 编号 | 编号              | 线路               | 线路       | 线路                   | 收费  | 备注       |
| | 211               | 南浦島（锦绣半岛） | ⇆          | 广州火车站（草暖公园） | 3元   |            |
| | 311               | 南浦島（锦绣半岛） | ⇆          | 天河公交场             | 3元   |            |
| | 769               | 坑口地铁站         | ⇆          | 地铁南浦站             | 2–3元 |            |
| | 番53              | 广州碧桂园         | ⇆          | 化龙车站               | 2–3元 | 20–30分/班 |
| | 番186             | 地铁南浦站         | 全程 ⇆     | 华工国际校区公交总站   | 2元   |            |
| 南村汽车站 | 番186             | 短线 ⇆             | 地铁洛溪站 |                        | 2元   |            |
| | 公交地铁接驳专线5 | 海龙湾             | ⇆          | 番禺区第二人民医院     | 2元   | 20–30分/班 |

## 利用状况
南浦站是南浦岛内唯一一个地铁车站。车站鄰近丽江花园、海龙湾、广州碧桂园、南浦海滨花园等楼盘以及桔树村；另外车站出入口旁的巴士站供接驳至离本站稍远的西二村、西三村，上述各地的居民会利用巴士前往此站接驳于地鐵，因此本站平常较为冷清，但是早晚高峰客流量较大。

## 历史
南浦站最早出现在2000年的方案中，当时拆解后的2号线方案南部則改為延長至廣州新客站（現廣州南站），中途亦设置本站，位置与现时基本一致。在2003年方案中，該走向基本定型。
2006年底，本站开始进行施工，2007年6月，二/八号延长线工程獲得國家發改委批覆。2010年9月28日，本站随新二号线、八号线开通运营而正式启用。
2019冠状病毒病疫情期间，本站曾多次受防控措施影响而需要调整服务。2021年5-6月疫情期间，本站于5月29日至5月31日8时暂停服务；2022年年末疫情期间，本站于11月28日至11月30日下午暂停运营。